# کمپرسور هوا

### کمپرسور هوا
کمپرسور هوا یک دستگاه برای بالا بردن فشار هوا است. این دستگاه ها معمولا دسته بندی های زیادی دارند و با روش های متفاوتی کار می کنند از معروف ترین نوع کمپرسور های باد میتوان به کمپرسور های اسکرو، کمپرسور های پیستونی، کمپرسور های گریز از مرکز اشاره کرد.
اصل کار در تمامی کمپرسور ها تحت فشار قرار دادن هوا است. از کمپرسور های باد در کارهای زیادی استفاده میشود که میتوان به صتایع تولیدی،صنایع غذایی، انبار ها و سردخانه ها، مراکز اموزشی و ... اشاره کرد.

مهم ترین نوع کمپرسور ها مربوط به کمپرسور های باد اسکرو و کمپرسور های باد پیستونی میشود این دو کمپرسور بیشترین نقش را در صنایع تولیدی  کشور دارند 

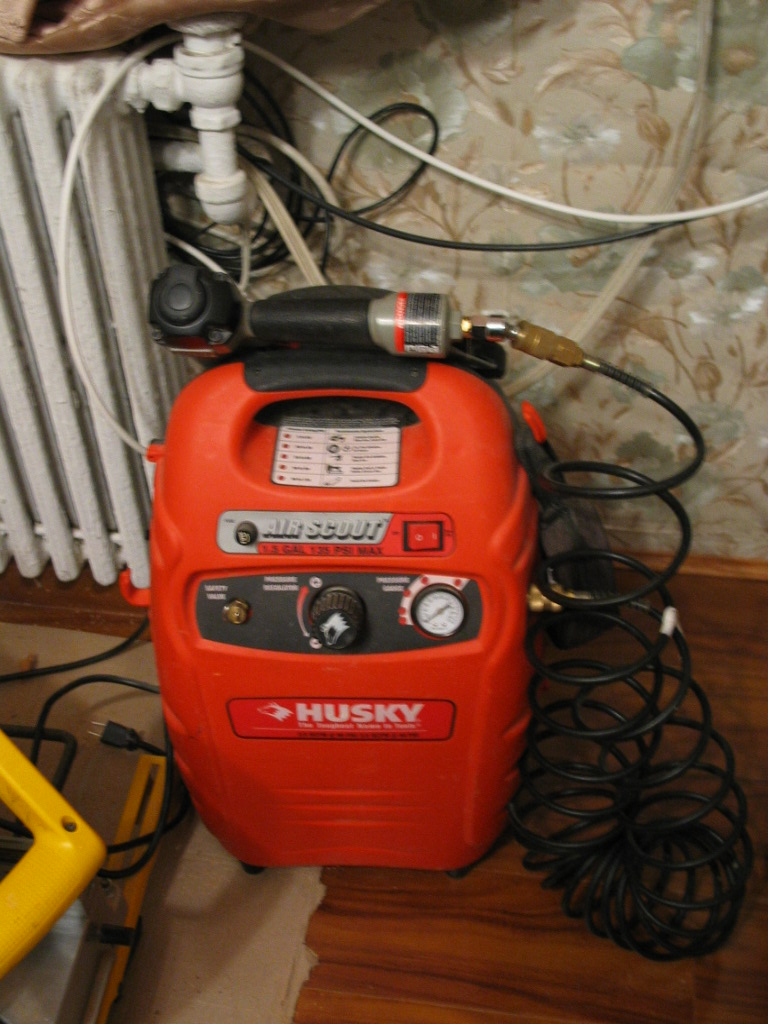
فشرده ساز هوا متصل به میخ کوب

فشرده ساز هوا(به انگلیسی: Air compressor) دستگاهی است که برای تبدیل قدرت یا انرژی (که معمولاً از موتور الکتریکی ، موتور دیزل و موتور بنزینی بدست می آید) به انرژی جنبشی استفاده می شود.
این دستگاه با فشرده سازی هوا کار می کند و هوای فشرده شده به سرعت آزاد شده و نیروی زیادی ایجاد می شود.
فشرده سازهای هوا انواع مختلفی دارن و همه آنها زیرمجموعه دو دسته ۱-جا به جایی مثبت ۲-جا به جایی منفی هستند.

## دسته‌بندی اصلی کمپرسورها
کمپرسور جابجایی مثبت (Positive Displacement)
- جریان هوای ثابت تولید می‌کند، مستقل از فشار خروجی.
- نمونه‌ها: کمپرسورهای رفت و برگشتی، روتاری، اسکرول.

کمپرسور دینامیکی (Dynamic Compressors)
- هوای بیرون را مکش کرده و با سرعت و تیغه‌ها آن را فشرده می‌کند.
- نمونه‌ها: کمپرسور محوری، سانتریفیوژ.

## انواع کمپرسورها

### 1. کمپرسورهای دینامیکی
- محوری (Axial Flow): سرعت بالا (۱۰,۰۰۰ دور بر دقیقه)، مناسب موتور جت، کشتی، نیروگاه کوچک.
- سانتریفیوژ (Centrifugal): دبی بسیار بالا (۱۰۰۰–۱,۰۰۰,۰۰۰ CFM)، مورد استفاده در پتروشیمی، خودروسازی.

### 2. کمپرسورهای جابجایی مثبت
- رفت و برگشتی (Reciprocating): دارای پیستون، فشار بسیار بالا (تا ۳۰,۰۰۰ psi)، مناسب پالایشگاه‌ها.
  - زیرنوع: دیافراگمی (Diaphragm) – استفاده از غشاء انعطاف‌پذیر، کم‌هزینه در نگهداری، مناسب گازهای خاص.
- روتاری (Rotary Compressors): دبی بالا تا 300 kh/s.
  - پیچی (Rotary Screw): دو روتور مارپیچی، کارایی بالا، سرویس صنعتی پیوسته.
  - پره‌ای (Rotary Vane): روتور با پره‌های لغزنده، کم‌صدا، دوام بالا.
  - لوبی (Lobe Air Compressor): استفاده از لوب به‌جای اسکرو، مقاوم اما راندمان پایین‌تر.
  - حلقه مایع (Liquid Ring): مناسب عملیات پیوسته و نیازهای صنعتی سنگین.
  - پیچ حلزونی (Helical Screw): فشرده‌سازی نرم‌تر، راندمان انرژی بالاتر.
- اسکرول (Scroll): دو مارپیچ در هم تنیده، بی‌صدا، کم‌لرزش، مناسب تهویه و اتاق‌های تمیز.
- V-شکل (V-shaped): طراحی سیلندر V، لرزش کمتر، مناسب خودروسازی و صنایع سنگین.

## دسته‌بندی بر اساس روغن‌کاری
- کمپرسور روغنی (Oil-flooded): مقاوم، مناسب کاربردهای سنگین صنعتی، نیاز به روغن‌کاری.
- کمپرسور بدون روغن (Oil-free): استفاده از پوشش تفلون یا آب، مناسب صنایع غذایی، دارویی و الکترونیک.

## بر اساس مراحل فشرده‌سازی
- دو مرحله‌ای (2-Stage): دو مرحله تراکم + خنک‌کاری بین مراحل، فشار بالاتر.
- سه مرحله‌ای (3-Stage): سه مرحله تراکم، مناسب نیروگاه‌ها و نفت و گاز.
- چندمرحله‌ای (Multi-Stage): بیش از سه مرحله، فشار بسیار بالا، مناسب صنایع هوافضا، شیمیایی، اعماق دریا.

## کمپرسورهای خاص
- قابل حمل (Portable): کوچک، سبک، پرکاربرد در ساخت‌وساز و مصارف خانگی.
- کمپرسور اسکرو حلزونی: راندمان انرژی بالا و صدای کمتر، مناسب معادن و تولید سنگین.